# Монгар (дзонгхаг)
Монгар (дзонґ-ке མོང་སྒར་རྫོང་ཁག་, Вайлі Mong-sgar rdzong-khag) — дзонгхаг у Бутані, відноситься до Східного дзонгдею. Адміністративний центр — Монгар.
Дзонгхаг частково розташований на території національного парку Тхрумшінг, також на території парку знаходяться деякі населені пункти, наприклад, Шонгар-дзонг.
Регіон поділяється річкою Курі-Чу, яка низинною місцевістю— на висоті близько 550 м над рівнем моря. У долині річки ростуть ананаси, лічжі, апельсини. Однак долина вздовж річки невелика, і основні поселення розташовані вище, де розташовані великі картопляні поля.
Дзонгхаг густонаселеніший у порівнянні з Бумтангом, і добре забезпечений сільськогосподарською продукцією. В Монгарі 49 шкіл (у тому числі дві із старшими класами), в яких навчаються 8700 учнів, 192 монастиря (лакханги) і 1984 чортени, одна велика лікарня. Вирощують велику рогату худобу.

## Визначні місця
Територія дзонгхага менш досліджена західними мандрівниками через віддаленість і порівняно меншу кількості пам'яток, буддійських монастирів і подій, ніж у сусідньому дзонгхазі Бумтанг. Проте в Монгарі є чимало знаменитих місць.
- Монгар-дзонг в місті Монгар
- Шонгар-дзонг — руїни стародавньої фортеці в джунглях.
- Монастир Драмеце-гомпа у віддаленому районі, в якому проводяться щорічні фестивалі Цечу.
- Монастир Гуру-лакханг

## Адміністративний поділ
До складу дзонгхага входять 12 гевогів:
| - Балам - Гонгдуе - Джурмей - Драмеце - Дрепунг - Кенгкхар - Монгар - Наранг - Нгацанг | - Саленг - Сіламбі - Тхангронг - Цакалінг - Цаманг - Часкхар - Чхалі - Шерімунг |